# Patinoire olympique de Gjøvik
 (avril 2025).
La Patinoire olympique de Gjøvik est une salle de sport située à Gjøvik, en Norvège, construite à l'occasion des Jeux olympiques d'hiver de 1994. Elle possède une capacité totale de 5 500 places.

## Situation
La patinoire olympique est située au centre de la ville de Gjøvik, à 45 km au sud de Lillehammer et 120 km au nord d'Oslo. Sa particularité est d'être intégralement construite sous la roche, sous la montagne Hovdetoppen.

## Construction
La construction, subventionné pour partie par le comité d'organisation des Jeux olympiques d'hiver de 1994 et par le Storting (le parlement norvégien) débute le 1er avril 1991 pour s'achever en avril 1993. Au total, 140 000 m3 de roches sont excavés pendant la durée des travaux.

## Utilisation
La patinoire olympique de Gjøvik est construite dans le but d'accueillir des rencontres de hockey sur glace durant les Jeux olympiques d'hiver de 1994, mais elle peut également être utilisée pour le football, le handball, le basket-ball, le tennis et le tir, tout en accueillir des concerts ou des expositions.